# Taphozous
Taphozous là một chi động vật có vú trong họ Dơi bao, bộ Dơi. Chi này được E. Geoffroy miêu tả năm 1818. Loài điển hình của chi này là Taphozous perforatus E. Geoffroy, 1818.

## Hình ảnh

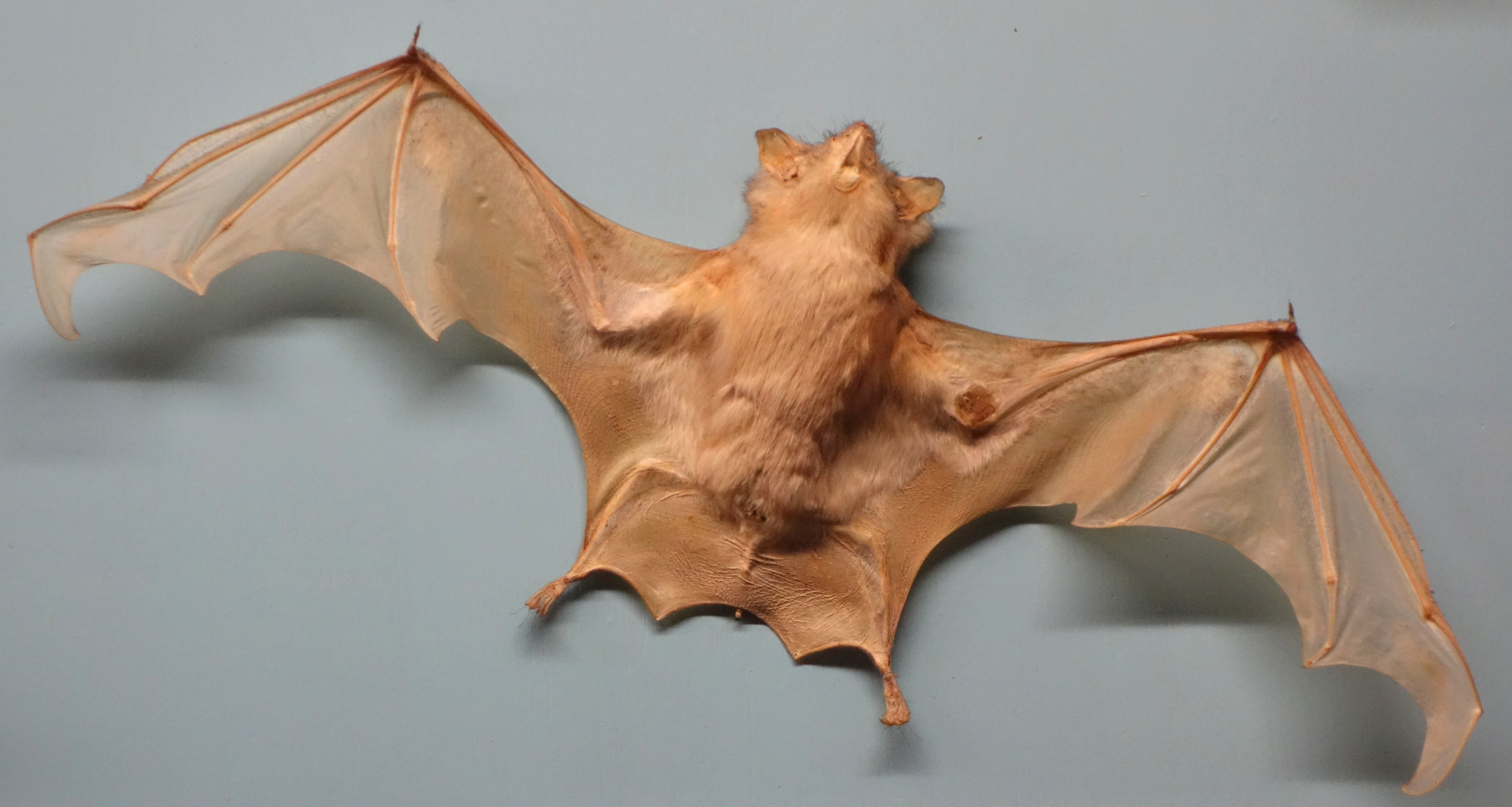
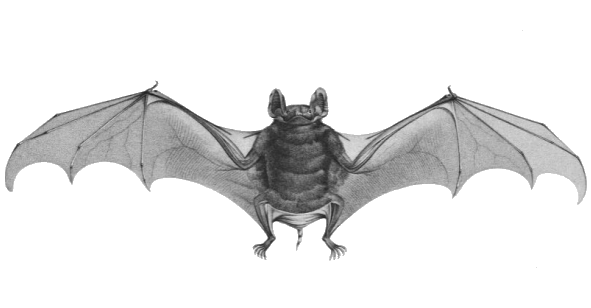

## Các loài
Chi này gồm các loài:
- Taphozous achates
- Taphozous australis
- Taphozous georgianus
- Taphozous hamiltoni
- Taphozous hildegardeae
- Taphozous hilli
- Taphozous kapalgensis
- Taphozous longimanus
- Taphozous mauritianus
- Taphozous melanopogon
- Taphozous nudiventris
- Taphozous perforatus
- Taphozous theobaldi
- Taphozous troughtoni.[2]